# Nordin Amrabat
Nordin Amrabat (em árabe: نورالدين أمرابط - Nûreddin Emrâbat; Naarden, 31 de março de 1987) é um futebolista profissional neerlandês de origem marroquina. Atualmente, defende o AEK.

## Carreira

### Dupla nacionalidade

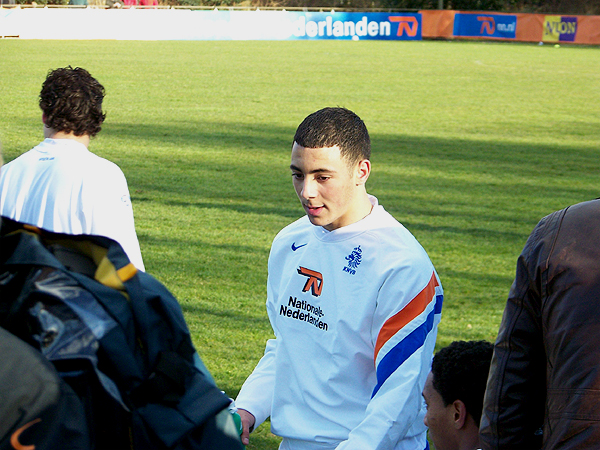
Amrabat com a Seleção Neerlandesa Sub-21, que defendeu por três anos.

Amrabat, apesar de ser holandês de nascimento (defendeu inclusive a Seleção Sub-21), possui pais marroquinos. Durante três anos, ele vestiu a camisa da "Mini-Laranja Mecânica", mas, em 1 de outubro de 2009, anunciou que passaria a defender a Seleção de Marrocos, país onde possui suas raízes.

### Marrocos
Ele fez parte do elenco da Seleção Marroquina de Futebol nas Olimpíadas de 2012. 
fez parte do elenco da Seleção Marroquina de Futebol na Campeonato Africano das Nações de 2013.